# Forder-Förder-Projekt
Beim Forder-Förder-Projekt (FFP) handelt es sich um ein pädagogisches Konzept der Begabungs- und Begabtenforschung, dessen Grundlagen im Bereich der individuellen Förderung  zu verorten sind. Begründer des FFP ist der Pädagoge und Psychologe Christian Fischer. Das Projekt richtet sich an Schüler des Elementarbereichs, der Sekundarstufe I und der Sekundarstufe II. Im Rahmen des FFP entscheiden sich teilnehmende Schüler für einen individuellen Interessenschwerpunkt, zu dem sie innerhalb des phasenweise ablaufenden Projekts eine sogenannte Expertenarbeit schreiben. Das Projekt mündet in einem Vortrag aller teilnehmenden Schüler vor Publikum im Rahmen einer Tagung. Begleitet wird das Projekt von Lehrkräften partizipierender Schulen, Studierenden, Referendaren oder Oberstufenschülern. Unterstützt wird das Projekt vom Internationalen Centrum für Bildungsforschung (ICBF), Landeskompetenzzentrum für individuelle Förderung (LiF) sowie dem Ministerium für Schule und Weiterbildung (MSW) unterstützt. Ziel des Projekts ist es, Prozesse des selbstregulierten Lernens bei Schülern anzuregen, aus- und weiterzubilden und über den Zugang individueller Interessen der Schüler eine herausfordernde Lernsituation zu schaffen, ihre intrinsische Motivation aufrechtzuerhalten und zu steigern. Nachdem das Projekt bis zum Schuljahr 2003/2004 an vier Pilotschulen in Nordrhein-Westfalen und Niedersachsen erprobt und eingeführt wurde,  ist das FFP mittlerweile an vielen Schulen Deutschlands, Österreichs und der Schweiz Teil des Schulprogramms. Neben der Begabten – und Begabungsförderung steht das FFP für eine gelungene Schulqualität. Mit dem Forder-Förder-Projekt im Drehtürmodell (FFP-D), Forder-Förder-Projekt im Regelprojekt (FFP-R), Forder-Förder-Projekt Advanced (FFP-A) und Forder-Förder-Projekt Plus (FFP-Plus). umfasst das Forder-Förder-Projekt aktuell vier Projektvarianten, die innerhalb der Grundschule, der Sekundarstufe I und der Sekundarstufe II eingesetzt werden.

## Konzept
Das Forder-Förder-Projekt startete im Schuljahr 2001/2002 unter der Leitung Christian Fischers. Die Eckpfeiler des FFP sind Autonomie auf der einen und Verbindlichkeit auf der anderen Seite. Die Strategien des selbstgesteuerten Lernens, die während des FFP geschult, gefestigt und angewendet werden, geben den Schülern einen strukturellen Rahmen. Gerade bei Schülern, die trotz ihrer (Hoch-)Begabung unter ihren (Leistungs-)Möglichkeiten bleiben, stellen die verbindlichen Strategien des selbstregulierten Lernens eine besondere Relevanz dar. Die Grundhaltung der Beteiligten sollte von Anerkennung, Rücksicht und gegenseitigem Vertrauen geprägt sein. Die Bereitschaft der zeitlichen Einbindung sollte gewährleistet sein, genau wie die Begleitung der Eltern und Mentoren. Die Lehrkraft fungiert während des FFP als Unterstützung der Schüler, indem diese sich ihrer Funktion zu jeder Zeit des Projekts bewusst macht und je nach Situation, Bedarf und Gebrauch eine Anpassung der eigenen Rolle vornimmt. Die Perspektive der Lehrkraft richtet sich deutlich auf die der Schüler. Neben den Lehrkräften gehören Mentoren zur unmittelbaren Begleitung des FFP. Die Rolle der Mentoren kann von Referendaren, Studierenden oder aus der Oberstufe kommenden Schülern übernommen werden. Für die Gewährleistung des Erfolgs und den richtigen Umgang innerhalb des Projekts entwickelte das Landeskompetenzzentrum für Individuelle Förderung des Landes NRW (lif) eine Fortbildung für am Projekt teilnehmende Schulen bzw. Lehrkräfte. Aufgrund der Zuordnung zur Begabten- und Begabungsförderung arbeitet das FFP mit verschiedensten Diagnoseinstrumenten, um die persönlichen Begabungen der Schüler zu bestimmen. Hierbei wird auf bekannte Testungen und Fragebögen zurückgegriffen.

## Projektmethoden

### Forder-Förder-Projekt im Drehtürmodell (FFP-D)
In Zusammenarbeit mit dem ICBF erprobten zwei Pilotschulen (Ludgerusschule, Münster-Hiltrup und Elisabethschule, Osnabrück) erstmals im Schuljahr 2002/2003 das FFP in der Variante des Drehtürmodells. Diese Variante schließt altersheterogene Schüler mit Begabung ein. Die Gruppenstärke umfasst bis zu neun Schüler (Haas & Konrad). Das Drehtürmodell findet außerhalb des Regelunterrichts statt. Den Schülern wird im Rahmen des FFP-D gewährleistet, je Schulwoche zwei Stunden des Regelunterrichts versäumen zu dürfen und diese Zeit stattdessen dem Forder-Förder-Projekt zu widmen. Die teilnehmenden Schüler sind dazu verpflichtet, den versäumten Unterrichtsstoff eigenständig aufzuholen. Als Zeitraum für das Projekt wird circa ein Schuljahr eingeräumt. Das Drehtürmodell wird innerhalb der Elementarstufe und Unterstufe eingesetzt.

### Forder-Förder-Projekt im Regelprojekt (FFP-R)
Nach der erfolgreichen Erprobung des Drehtürmodells und der positiven Resonanz der beteiligen Personen wurde eine weitere Variante des FFP entwickelt. Im Gegensatz zum Drehtürmodell wird das Forder-Förder-Projekt im Regelprojekt in den Regelunterricht eingegliedert und richtet sich somit an die Gesamtheit aller Schüler einer Klassengemeinschaft. Die Zusammensetzung der aus fünf bis acht Schülern bestehenden Gruppen erfolgt Interessen geleitet bzw. themenspezifisch und unter Berücksichtigung freundschaftlicher Verhältnisse der einzelnen Klassenmitglieder. Genau wie das Drehtürmodell erfolgt die Einsetzung in der Elementarstufe und der Unterstufe.

### Förder-Projekt Advanced (FFP-A)
Im Gegensatz zu den vorherigen zwei Varianten des FFP ermöglicht die dritte Projektvariante Forder-Förder-Projekt Advanced (FFP-A) Schülern höherer Klassen, im Sek I-Bereich am Drehtürmodell teilzunehmen. Diese Projektvariante strukturiert sich innerhalb von Kleingruppen, die sich aufgrund von Interessensschwerpunkten zusammensetzen. Genau wie das Drehtürmodell erfolgt das Projekt parallel zum Regelunterricht.

### Forder-Förder-Projekt Plus (FFP-Plus)
Die neueste Projektvariante wird seit dem Schuljahr 2016/2017 erprobt. Diese Projektvariante verfolgt die gleichen Grundlagen wie das FFP und kann als eine Fortführung dieses Ansatzes wahrgenommen werden. Das FFP-Plus organisiert sich als Tandem zwischen Schülern einerseits und Studierenden andererseits und versteht sich als Chance zum forschenden Lernen.

## Durchführung
Trotz unterschiedlicher Rahmenbedingungen innerhalb der FFP-Varianten wird auf die gleiche Durchführungsweise zurückgegriffen. Die Durchführung lässt sich in sechs Phasen gliedern. Die einzelnen Phasen machen die unterschiedlichen Schwerpunkte innerhalb des Projektes geltend.

### Vorbereitung
Die erste Phase macht das bevorstehende Forder-Förder-Projekt für Lehrkräfte, Eltern, Schüler sowie Mentoren transparent. Handelt es sich um das Drehtürmodell oder die FFP Advanced Variante, erfolgt die Auswahl der teilnehmenden Schülern in dieser ersten Projektphase. Zu den pädagogischen Maßnahmen dieser Phase zählen die Ermittlung des Forder- und Förderbedarfs sowie der Interessen der Schüler und das Durchführen einiger Prä-Testungen. Als Diagnoseinstrumente dienen verschiedene Fragebögen und Tests. Die Einberufung eines ersten Elternabends bildet einen weiteren Aspekt jener Phase.

### Themenwahl
Die zweite Projektphase kreist um die Festlegung eines expliziten Themas. Innerhalb dieser Phase beginnen die Schüler, ihr eigens gewähltes Thema zu strukturieren, zu planen und zu reflektieren, um sich zielführend mit ihrem Thema auseinanderzusetzen. Die in dieser Phase angewendeten Methoden und Strategien sind Text- und Lesestrategien, das Anlegen von Mindmaps sowie der Umgang mit Zitaten.

### Informationssuche
Die dritte Phase des Projekts setzt den Schwerpunkt auf die Auswahl und Findung geeigneter Informationsquellen. Die Schüler erhalten ihre Informationen mittels verschiedener Medien (Literatur, Printmedien, Internetquellen, Filme). Bibliotheksbesuche sind ebenfalls vorgesehen. Je nach Autor fallen in diese Phase das Führen von Experteninterviews und das Erstellen eines Literaturverzeichnisses.

### Expertenarbeit
In dieser Phase liegt der Fokus auf dem Anlegen und Fertigstellen der Expertenarbeit. Hierfür werden die Schüler mittels Schreibstrategien dazu angeleitet die Kriterien zum Verfassen einer wissenschaftlichen Arbeit zu berücksichtigen und anzuwenden. Die bis zu dieser Phase erarbeiteten Resultate bilden den Anhang der Expertenarbeit. Kaiser-Haas und Konrad verorten erst in dieser Phase die Verarbeitung der Experteninterviews. Der zweite von drei Elternabenden gehört zu diesem Zeitraum des Projekts.

### Expertenvortrag
Organisation und Strukturierung des Expertenvortrags und Expertentagung prägen den Anfang jener Projektphase. Die Schüler erlernen unter Anleitung entsprechende Methoden der Rhetorik, die diese beim Halten der eigenen Präsentation anwenden können. Dementsprechend ist hier die Erstellung der Präsentation verortet. Bevor die abschließende Expertentagung stattfindet, erproben die Schüler ihren Vortrag im Rahmen einer Generalprobe. Die Expertentagung bildet den Abschluss dieser Phase. Neben den Vorträgen, die von den Schülern gehalten werden, erhalten diese Anerkennung in Form einer Urkunde.

### Evaluation
In der finalen Phase wird das FFP mit allen teilnehmenden und beteiligten Personen nachbereitet. Dies geschieht sowohl auf empirischer Ebene mittels schriftlicher Fragebögen, als auch in reflektierter Art und Weise durch entsprechende mündliche Reflexionsrunden oder schriftliche Evaluation. Der letzte von drei Elternabenden findet statt.

## Wirksamkeit
Durch das FFP setzen sich Schüler in einer herausfordernden Art und Weise mit ihren persönlichen Interessen auseinander und werden dazu angehalten, Prozesse des selbstgesteuerten Lernens zu erproben und vermittels dieser die Eigenmotivation zu steigern. Innerhalb der einzelnen Projektphasen übernehmen die Schüler eigene Verantwortung gegenüber dem Gesamtprozess, in dem sie beispielsweise die aus jenen Vorgängen resultierenden Erfolgserlebnisse dazu nutzen, langfristig den individuellen Charakter der Schüler zu festigen.  Es liegen empirische Untersuchungen des FFP vor, die aufzeigen, welche Effekte aus diesem resultieren. Teilnehmende des Projekts zeigten eine Steigerung der Zensuren im Fach Deutsch. Weitere positive Effekte zeichneten sich innerhalb von Testungen des Leseverständnisses, der Lernstrategien, der Resilienz und des Leistungsvermögens ab. Befragungen, die weit nach Abschluss des Projekts unternommen wurden, unterstreichen die Langlebigkeit der Projektwirksamkeit. Herausgestellt wurde, dass die Eigenständigkeit und der selbstbewusste Umgang der teilnehmenden Schüler mit der eigenen Arbeit als verbessert eingeschätzt werden kann. Schülern, die eine Verweigerungshaltung oder Unlust innerhalb der Schule zeigen, bietet das Projekt eine Möglichkeit, Lernen in einem motivierenden Kontext wahrzunehmen und zu erleben. Studierende, die das FFP unterstützen, erproben sich darin, Schüler während eines anhaltenden Prozesses zu begleiten, wahrzunehmen und ihnen auf einer Vertrauensbasis gegenüberzutreten. Für teilnehmende Lehrkräfte wird die Bedeutsamkeit des Projektes in ihrer sich der Situation anpassenden Haltung deutlich. Die Lehrkräfte nehmen während des FFP unterschiedliche Funktionen für die Schüler ein. Das FFP prägt auf anerkennende Art und Weise die Wahrnehmung vielfältiger individueller Schwerpunkte.